# Moritz Traube
Moritz Traube (Ratibor, 1826. február 12. – Berlin, 1894. június 28.) zsidó-német kémikus és biokémikus.

## Családja
A Porosz Királyság részét képző Sziléziában született zsidó családba. Bátyja az orvos és belgyógyász Ludwig Traube volt, akinek a veje a berlini orvos, Moritz Litten volt. Ludwig Traube felesége Cora Marckwald volt, két fiuk és három lányuk született. Első fiuk ötévesen elhunyt, míg másik fiuk, Ludwig Traube paleográfus lett. AZ idősebb Ludwig Traube unokatestvére Moritz fiain kívül Albert Fraenkel (orvos, 1848–1916) volt, kialakítva a Traube-Litten-Fraenkel tudós családot. Moritz Traube fiai Wilhelm Traube (vegyész, 1866–1942) és Hermann Traube mineralógus volt.